# Кільце Джекобсона
У абстрактній алгебрі довільне кільце називається кільцем Джекобсона (іноді також кільцем Гільберта) якщо кожен його простий ідеал є рівним перетину примітивних ідеалів (тобто ідеалів, що є ануляторами простих модулів).
Для комутативних кілець примітивні ідеали це те ж саме, що і максимальні і тому комутативне кільце з одиницею називається кільцем Джекобсона, якщо будь-який простий ідеал цього кільця є перетином максимальних ідеалів, що його містять.
Інакше кажучи будь-яке цілісне фактор-кільце має нульовий радикал Джекобсона.

## Приклади
- Оскільки єдиним простим ідеалом поля є нульовий ідеал, довільне поле є кільцем Джекобсона.
- Будь-яке кільце Артіна є кільцем Джекобсона.
- Кільце цілих чисел і, більш загально, будь-яке кільце головних ідеалів і кільце Дедекінда з нульовим радикалом Джекобсона.
- Абсолютно плоске кільце (тобто кільце над яким усі модулі є плоскими) є кільцем Джекобсона.
- Алгебра над незліченним полем із зліченною породжуючою множиною є кільцем Джекобсона[1].
- Локальне кільце, що не є артіновим, не є кільцем Джекобсона.

## Властивості
- Якщо {\displaystyle A} є кільцем Джекобсона, а {\displaystyle B} — {\displaystyle A}-алгебра, що є областю цілісності або {\displaystyle A}-алгеброю скінченного типу, то {\displaystyle B} є кільцем Джекобсона.
- Зокрема, фактор-кільце кільця Джекобсона є кільцем Джекобсона.
- Комутативне кільце є кільцем Джекобсона тоді і тільки тоді коли кожен його G-ідеал є максимальним ідеалом.
- Комутативне кільце {\displaystyle A} є кільцем Джекобсона тоді і тільки тоді коли кільце многочленів від скінченної кількості змінних над {\displaystyle A} є кільцем Джекобсона. Разом із попередньою властивістю це означає, що довільна скінченнопороджена алгебра над кільцем Джекобсона є кільцем Джекобсона. Оскільки поле є кільцем Джекобсона, то частковим випадком цього твердження є теорема Гільберта про нулі.
- У випадку нескінченної кількості змінних, факт того чи є кільце многочленів над полем кільцем Джекобсона залежить від співвідношення числа змінних і потужності поля.
- Комутативне кільце {\displaystyle A} є кільцем Джекобсона тоді і тільки тоді коли для нього виконується аналог леми Зариського: довільна скінченнопороджена {\displaystyle A}-алгебра, що є полем є скінченнопородженим {\displaystyle A}-модулем.